# Tord Wiksten
Tord Erik Wiksten (Byske, 30 de junio de 1971) es un deportista sueco que compitió en biatlón.
Participó en los Juegos Olímpicos de Albertville 1992, obteniendo una medalla de bronce en la prueba por relevos.

## Palmarés internacional
| Juegos Olímpicos | Juegos Olímpicos      | Juegos Olímpicos  | Juegos Olímpicos |
| Año              | Lugar                 | Medalla           | Prueba           |
| ---------------- | --------------------- | ----------------- | ---------------- |
| 1992             | Albertville (Francia) | Medalla de bronce | Relevos          |